# Том Соєр (фільм, 1973)
«Том Соєр» (англ. Tom Sawyer) — американський дитячий фільм 1973 року. Екранізація твору Марка Твена «Пригоди Тома Соєра».

## Сюжет
Вірним друзям — Тому Соєру та Геку Фінну — завжди є чим зайнятись, чи то рибалка на Міссісіпі, ігри в піратів або жарти над кимось. Приїзд в їхнє місто красуні Беккі Тетчер тільки підливає масло у вогонь. А коли Гек одного разу потрапляє в біду, Том виявляється єдиним, хто може допомогти другу в складній ситуації.

## У ролях
- Джонні Вайтакер — Том Соєр
- Джефф Іст — Гекльберрі Фінн
- Селеста Холм — Тітка Поллі
- Воррен Оутс
- Джоді Фостер — Беккі Тетчер

## Номінації
| Рік  | Премія         | Категорія                                   | І'мя                                            | Результат |
| ---- | -------------- | ------------------------------------------- | ----------------------------------------------- | --------- |
| 1973 | Золотий глобус | Найкращий фільм (комедія або мюзикл)        |                                                 | Номінація |
| 1973 | Золотий глобус | Найкраща музика до фільму                   | Річард М. Шерман Роберт Б. Шерман Джон Вілльямс | Номінація |
| 1974 | Оскар          | Лучшая работа художника-постановщика        | Філіп М. Джеффріс, Роберт Де Вестел             | Номінація |
| 1974 | Оскар          | Найкращий дизайн костюмів                   | Донфельд                                        | Номінація |
| 1974 | Оскар          | Найкраща музика — адаптація або аранжування | Річард М. Шерман Роберт Б. Шерман Джон Вілльямс | Номінація |